# Kurudihalli, Kunigal
Kurudihalli là một làng thuộc tehsil Kunigal, huyện Tumkur, bang Karnataka, Ấn Độ.